# Список об'єктів Світової спадщини ЮНЕСКО в Танзанії

Прапор Танзанії

Список об'єктів Світової спадщини ЮНЕСКО у Танзанії станом на 2017 рік налічує 7 об'єктів, що становить приблизно 0,7 % загальної кількості об'єктів Світової спадщини у світі (981 станом на 2013 рік).
З 7 пам'яток, що перебувають під охороною ЮНЕСКО, 3 належать до об'єктів культурного (критерії i-vi), 3 — до об'єктів природного (критерії vii-x) і 1 — до об'єктів змішаного типу.
Танзанія ратифікувала Конвенцію ЮНЕСКО про охорону всесвітньої культурної і природної спадщини 2 серпня 1977 року, а перша пам'ятка з Танзанії увійшла до переліку об'єктів Світової спадщини 1979 року, на 3-й сесії Комітету Світової спадщини ЮНЕСКО. Надалі список поповнювався у 1981, 1982 та 2006 і розширювався у 2010 та 2012 роках.
2004 року об'єкт під назвою Руїни Кілва-Кісівані та Сонга-Мнара потрапив до списку об'єктів Світової спадщини, що перебувають під загрозою знищення, мав цей статус до 2014. У 2014 році під загрозою знищення опинився Національний парк Селус.

## Пояснення до списку
У таблицях нижче об'єкти розташовані у хронологічному порядку їх додавання до списку Світової спадщини ЮНЕСКО.
Кольорами у списку позначено:
На мапах кожному об'єкту відповідає червона позначка ().

## Розташування об'єктів
| Нгоронгоро Кілва-Кісівані, Сонга-Мнара Серенгеті Селус Кіліманджаро Кам'яне місто Наскельні малюнки в Кондоаclass=notpageimage\| Об'єкти Світової спадщини ЮНЕСКО на мапі Танзанії |

## Список
У даному списку подано перелік об'єктів Світової спадщини ЮНЕСКО у Танзанії в хронологічному порядку їх додавання до списку.
| № | Зображення | Назва                                                                                        | Опис | Розташування                            | Час створення     | Рік внесення до списку                       | №                                                   | Критерії            |
| - | ---------- | -------------------------------------------------------------------------------------------- | --- | --------------------------------------- | ----------------- | -------------------------------------------- | --------------------------------------------------- | ------------------- |
| 1 |            | Природоохоронна область Нгоронгоро (англ. Ngorongoro Conservation Area)                      | Нгоронгоро — величезний вулканічний кратер. В ущелині поблизу виявлені викопні залишки одного з далеких предків людини — Homo habilis. | Область Аруша                           | —                 | 1979 (розширений 2010)                       | 39 [Архівовано 24 грудня 2018 у Wayback Machine.]   | iv, vii, vii, ix, x |
| 2 |            | Руїни Кілва-Кісівані та Сонга-Мнара (англ. Ruins of Kilwa Kisiwani and Ruins of Songo Mnara) | Залишки двох значних портів Східної Африки, знаходиться на двох невеликих островах біля узбережжя. | Область Лінді                           | XIII—XVI століття | 1981 (під загрозою з 2004—2014)              | 144 [Архівовано 24 грудня 2018 у Wayback Machine.]  | iii                 |
| 3 |            | Національний парк Серенгеті (англ. Serengeti National Park)                                  | Цілорічна безперервна міграція великих стад копитних (антилопи гну, газелі, зебри) вважається одним з найяскравіших сезонних явищ в дикій природі. | Області Аруша, Мара, Шиньянга           | 1951              | 1981                                         | 156 [Архівовано 24 грудня 2018 у Wayback Machine.]  | vii, x              |
| 4 |            | Національний парк Селус (англ. Selous Game Reserve)                                          | У парку зустрічається різноманітна рослинність — від густих лісів до відкритих саван. | Області Лінді, Морогоро, Мтвара, Рувума | 1905              | 1982 (розширений 2012) (під загрозою з 2014) | 199 [Архівовано 24 грудня 2018 у Wayback Machine.]  | ix, x               |
| 5 |            | Національний парк Кіліманджаро (англ. Kilimanjaro National Park)                             | Гора Кіліманджаро (5963 м) — найвища точка Африки. Цей вулканічний гірський масив із сніговою вершиною яскраво виділяється на тлі навколишніх рівнинних саван. Схили гори вкриті тропічним лісом. | Область Кіліманджаро                    | 1973              | 2006                                         | 403 [Архівовано 24 грудня 2018 у Wayback Machine.]  | vii                 |
| 6 |            | Кам'яне місто у Занзібарі (англ. Stone Town of Zanzibar)                                     | «Кам'яне місто» у Занзібарі — це приклад прибережного торгового міста народу суахілі у Східній Африці. | Автономія Занзібар                      | XIX століття      | 2006                                         | 173 [Архівовано 24 грудня 2018 у Wayback Machine.]  | ii, iii, vi         |
| 7 |            | Наскельні малюнки в Кондоа (англ. Kondoa Rock-Art Sites)                                     | Кондоа — це територія з безліччю природних скельних укриттів, поверхні яких використовувалися для нанесення малюнків протягом, принаймні, двох тисячоліть. Зображення виявлені в 150 печерах на території понад 2 236 кв. км, яких мають велику художню цінність, дають унікальну можливість простежити зміни соціально-економічного устрою цього району. Деякі з них досі мають сакральне значення для місцевих громад. | Область Додома                          | —                 | 2006                                         | 1183 [Архівовано 24 грудня 2018 у Wayback Machine.] | iii, vi             |

## Розташування кандидатів
| Олдоніо Мурвак Гомбе-Стрім Джозані-Чвака Кондоа Ірангі Ліси Східної гірської дугиclass=notpageimage\| Кандидати на входження до списку Світової спадщини ЮНЕСКО на мапі Танзанії |

## Попередній список
Попередній список — це перелік важливих культурних і природних об'єктів, що пропонуються включити до Списку всесвітньої спадщини. Станом на 2017 рік урядом Танзанії запропоновано внести до переліку об'єктів Світової спадщини ЮНЕСКО ще 5 об'єктів. Їхній повний перелік наведено у таблиці нижче.
| № | Зображення | Назва | Опис | Розташування                                          | Час створення | Рік внесення до списку | №                                                   | Критерії            |
| - | ---------- | --- | --- | ----------------------------------------------------- | ------------- | ---------------------- | --------------------------------------------------- | ------------------- |
| 1 |            | Олдоніо Мурвак (англ. Oldonyo Murwak)                                                                      | Обрядове місце народу масаї.                                                                                            | Область Кіліманджаро                                  | —             | 1997                   | 848 [Архівовано 6 лютого 2014 у Wayback Machine.]   | ii, iii, iv, vi     |
| 2 |            | Національний парк Гомбе-Стрім (англ. Gombe National Park)                                                  | Місце роботи Джейн Гудолл, котра широко відома завдяки своєму більш ніж 45-річному вивченню соціального життя шимпанзе. | Область Кігома                                        | 1968          | 1997                   | 849 [Архівовано 5 лютого 2014 у Wayback Machine.]   | природний критерій  |
| 3 |            | Національний парк Джозані-Чвака (англ. Jozani - Chwaka Bay Conservation Area)                              | Єдиний національний парк на острові Занзібар.                                                                           | Автономія Занзібар                                    | —             | 1997                   | 850 [Архівовано 6 лютого 2014 у Wayback Machine.]   | x                   |
| 4 |            | Ліси Східної гірської дуги Танзанії (англ. Eastern Arc Mountains Forests of Tanzania)                      | Східна гірська дуга — пасмо гірських масивів, гір та хребтів на сході Східно-Африканського плоскогір'я.                 | Області Кіліманджаро, Додома, Морогоро, Танга, Іринга | —             | 2006                   | 2085 [Архівовано 19 серпня 2013 у Wayback Machine.] | природний критерій  |
| 5 |            | Центральний шлях работоргівлі та торгівлі слоновою кісткою (англ. The Central Slave and Ivory Trade Route) | Об'єкт присвячений вивченню і консервації пам'яток, пов'язаних з работоргівлею та торгівлі слоновою кісткою в регіоні.  |                                                       | XIX століття  | 2006                   | 2095 [Архівовано 6 лютого 2014 у Wayback Machine.]  | культурний критерій |